# Mario Nicolini
Mario Nicolini (25. červen 1912 Sassuolo, Italské království – 3. březen 1996 Pisa, Itálie) byl italský fotbalový útočník.
Za reprezentaci neodehrál žádné utkání. Byl v nominaci na OH 1936, kde získal zlatou medaili.

## Úspěchy

### Reprezentační
- 1× na OH (1936 – zlato)